# Shary Reeves

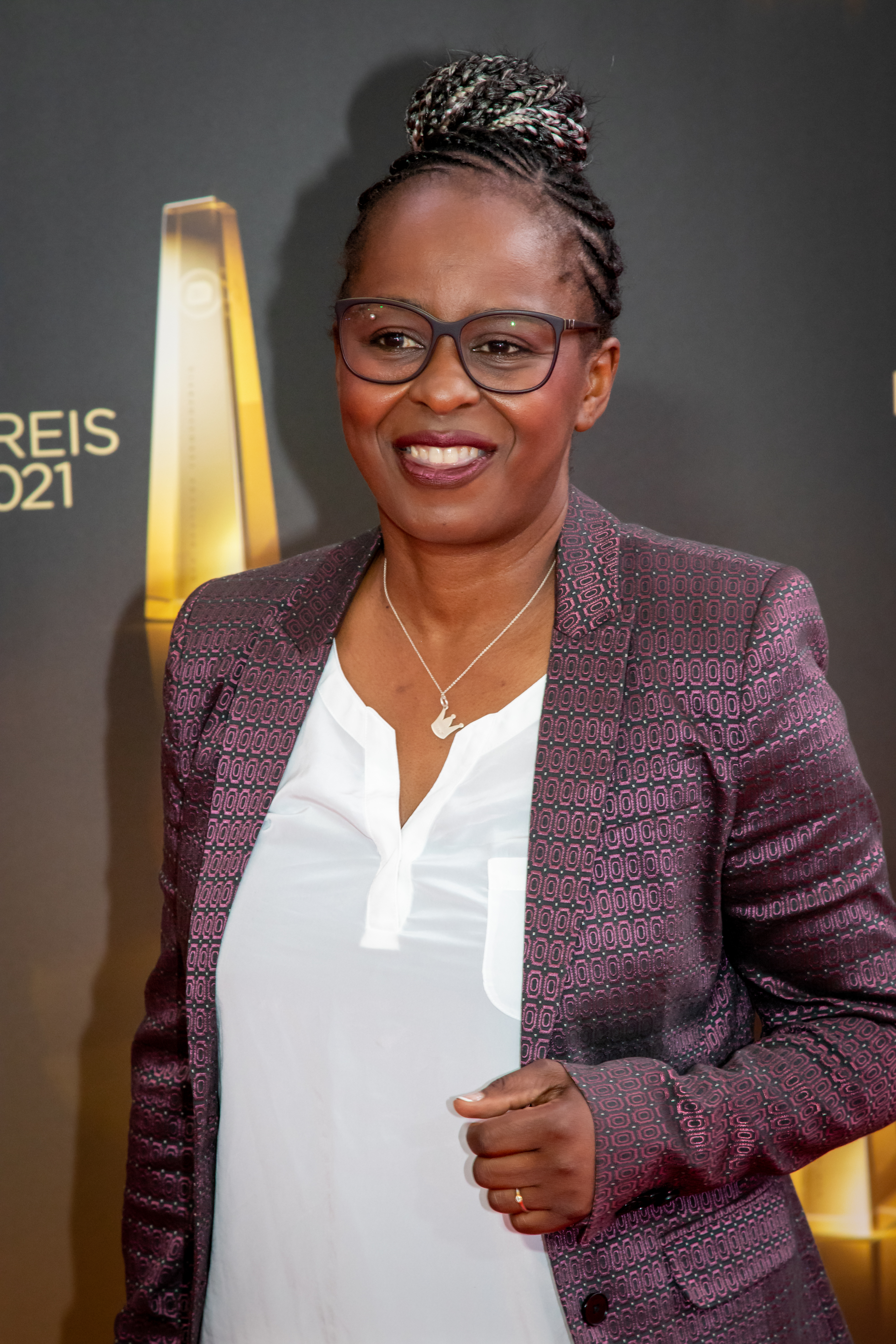
Shary Reeves (2021)

Shary Cheyenne Reeves (* 10. Mai 1969 in Köln) ist eine deutsche Journalistin, Schauspielerin, Autorin, Moderatorin, Produzentin und ehemalige Fußballspielerin.
Bekannt wurde sie gemeinsam mit Ralph Caspers durch die Kinder- und Jugendsendung Wissen macht Ah!, die sie bis 2017 moderierte.

## Leben
Shary Reeves ist die Tochter des kenianischen Philosophie-Professors Joseph Major Nyasani, der für die Deutsche Welle arbeitete, und der Krankenschwester Susan Raphael Mtenga aus Tansania. Die Eltern lernten sich in den 1960ern in Köln kennen. Reeves verbrachte ihre Kindheit im US-Bundesstaat New York und in der Stadt Köln bei Pflegeeltern. Reeves machte ihr Abitur am Kölner Ursulinengymnasium.
Sie studierte nach dem Abitur kurzzeitig Amerikanistik, Neuere Geschichte und Medienwissenschaft an der Universität Bonn.
Frühe musikalische Erfolge hatte sie mit ihren Geschwistern Andrew, Jim und Terry Reeves als 4 Reeves. Die Formation gehörte in den frühen 1990er Jahren zu den Wegbereitern des deutschen Hip-Hop und Soul. Außerdem arbeitete sie als Fotoassistentin.
Seit 1996 ist Reeves beim Westdeutschen Rundfunk beschäftigt. Im Jahre 2000 spielte sie neben Eckhard Preuß und Markus Knüfken in dem Ruhrpott-Film Doppelpack von Matthias Lehmann eine kleine Rolle als Barfrau. Von 2001 bis 2003 gehörte sie zur Stammbesetzung der Seifenoper Marienhof. Nach einigen Beiträgen für Die Sendung mit der Maus moderierte sie von 2001 bis 2017 zusammen mit Ralph Caspers die Sendung Wissen macht Ah! und produzierte Berichte für das Magazin Cosmo TV.
Reeves spielte bereits als Kind Fußball bei Borussia Kalk, später für zwei Jahre beim SC 07 Bad Neuenahr und kurz beim 1. FFC Frankfurt. Sie war Kandidatin für das deutschen U16-Nationalteam. In den 1990er Jahren spielte sie in der damaligen Bundesliga für den SC 07 Bad Neuenahr. Sie besitzt die Trainer-C-Lizenz (Einstiegsebene), war FIFA-Botschafterin der Stadt Bochum für die U20-Frauenfußball-WM und Botschafterin der Fußball-Weltmeisterschaft der Frauen 2011. Zusammen mit den Höhnern nahm sie die Hymne Da simmer dabei für das DFB-Pokalendspiel der Frauen auf.
Außerdem spielte sie Softball bei den Cologne Cardinals und Eishockey. Sie ist auch Snowboard- und Inline-Skate-Lehrerin und kennt sich mit Ballett und Modern Jazz aus. Als Marathonläuferin ging sie unter anderem regelmäßig in Köln und Münster an den Start. Sie veröffentlichte 2011 das Frauenfußball-Buch Eine für alle, alle für eine. Am 13. August 2011 moderierte Reeves erstmals zusammen mit Thomas Pommer die Sportsendung Samstag LIVE! beim Pay-TV-Sender Sky.
Reeves betreibt zusammen mit Sonja Fuss eine Agentur für Sportmanagement und Sportlerbetreuung. Ihre Schwester Terry ist Hip-Hop-Tänzerin; deren Tochter Noemi Reeves nahm 2012 als Zehnjährige bei DSDS Kids teil.
Reeves ist Patin des gemeinnützigen Vereins KIDsmiling – Projekt für hilfsbedürftige Kinder und Jugendliche. Außerdem ist sie Botschafterin der Deutschen Kinderkrebshilfe, einer gemeinnützigen Stiftung der Deutschen Krebshilfe. Im Jahr 2021 war sie eine Protagonistin der Dokumentation Schwarze Adler des Streaminganbieters Amazon Prime Video. Seit August 2021 ist sie Teil des Moderatoren-Teams der UEFA Champions League auf Amazon Prime Video, wo sie als Feldreporterin Interviews führt und Highlight-Sendungen präsentiert.
Reeves ist seit Dezember 2021 mit der Apothekerin Linda Wnendt verheiratet, die ihre Mitschülerin auf dem Gymnasium war. Die beiden leben in Köln.
Shary Reeves wurde von der SPD NRW zur 17. Bundesversammlung entsandt, welche am 13. Februar 2022 Frank-Walter Steinmeier als Bundespräsident wiederwählte.
Seit dem 15. Oktober 2022 moderierte Reeves einen Politikpodcast mit dem CDU-Vorsitzenden und späteren Bundeskanzler Friedrich Merz, in dem sie ihn über die Themen der letzten Sitzungswoche im Bundestag befragt. Eine Vertragsverlängerung lehnte sie im Januar 2023 ab.

## Ehrungen und Auszeichnungen
- 2011: Deutsche Botschafterin der UN-Dekade Biologische Vielfalt[22]
- 2013: Ehrentitel „Botschafterin“ der Stiftung Deutsche KinderKrebshilfe
- 2014: Ehren-Botschafterin der Aktion „Bewegung gegen Krebs“, gemeinsam ins Leben gerufen vom Deutschen Olympischen Sportbund (DOSB), der Deutschen Krebshilfe und der Deutschen Sporthochschule Köln
- 2016: Verdienstmedaille des Verdienstordens der Bundesrepublik Deutschland[23]
- 2021: Bayerischer Fernsehpreis in der Kategorie Unterhaltung für Brennpunkt Rassismus[24]

## Veröffentlichungen
- Ich bin nicht farbig, Autobiografie, Orell Füssli Verlage, 2014, ISBN 978-3-280-05558-8
- Eine für alle, alle für eine: Das Leben ist ein Mannschaftssport, Ariston Verlag, 2011, ISBN 3-424-20057-3